# ماريا تيريزا من النمسا (ملكة سردينيا)
     لشخصية أخرى تحمل اسم ماريا تيريزا من النمسا، طالع ماريا تيريزا من النمسا (توضيح).

ماريا تيريزا النمساوية (21 مارس 1801 - 12 يناير 1855)؛ كانت ملكة سردينيا القرينة بزواجها من كارلو ألبيرتو.
هي ابنة فرديناندو الثالث دوق توسكانا الأكبر ولويزا من نابولي وصقلية، سميت بذلك تكريماً لجدة والديها الإمبراطورة ماريا تيريزا، وفي عام 1817 تزوجت من كارلو ألبيرتو وأصبحت فيما بعد ملكة سردينيا بعد تولي زوجها العرش في عام 1831، ومن المعروف عنها أنها والدة فيتوريو إمانويلي الثاني ملك إيطاليا.

## السيرة الذاتية

### النشأة
ماريا تيريزيا فرانشيسكا جوزيفا جوانا بينيديكتا (الألمانية)؛ هي عضو من الفرع التوسكاني لعائلة هابسبورغ-لورين، وبذلك اعتبرت منذ الولادة أرشيدوقة النمسا وأميرة بوهيميا والمجر وتوسكانا، ولدت في 1801 بفيينا أثناء نفي والديها وذلك بعد غزو نابليون بونابرت لتوسكانا، توفيت والدتها الأميرة لويزا من نابولي وصقلية في العام التالي وهي تضع مولود ميتًا.
في عام 1802 تم تعيين والدها فرديناندو أميراً ناخباً على زالتسبورغ، وثم في 1805عُين كـ دوق الأكبر على فورتسبورغ بعد أن ضم زالتسبورغ من قبل عمها الإمبراطور فرانتس الثاني إلى أراضيه، بقي والدها في فورتسبورغ حتى عودة عائلتها إلى توسكانا في 1814.

### الزواج
تزوجت ماريا تيريزا في فلورنسا في 30 سبتمبر 1817 من كارلو ألبيرتو تم الاحتفال بقداس الزفاف في 2 أكتوبر في كاتدرائية فلورنسا، (الإيطالية) كان اسمها ماريا تيريزا فرانشيسكا جوزيبا جيوفانا بينيديتا، عُرفت منذ زواجها باسم أميرة كارينيانو، وصفت بالبراءة والسذاجة والخجول.
في مارس 1820 أنجبت الوريث وتلاه طفلان آخران، مات الأخير في سن الطفولة، وفي عام 1824 تم الاعتراف بزوجها باعتباره وريثًا للعرش من قبل ابن عمه الملك كارلو فيليتشي.

### ملكة سردينيا
أخيراً أصبحت ماريا تيريزا ملكة سردينيا في عام 1831 عندما خلف زوجها ابن عمه كارلو فيليتشي الذي توفي دون ذرية.
خلال فترة حكم زوجها لم تتدخل ماريا تيريزا في شؤون الدولة، حيث ورد أنها كرست وقتها فقط لعائلتها وإيمانها، بحيث وُصفت بأنها كاثوليكية صارمة وأيضا كانت شخصية عفوية وحنونة اتجاه نحو عائلتها.
كانت متحمسة للقومية الإيطالية، وأيضا كانت محافظة تؤمن بالضوابط والتوازنات على السلطة الملكية، كان لها تأثير كبير على ابنها البكر أثناء استيلائه على العرش الإيطالي الجديد.

### الحياة اللاحقة
بعد وفاة زوجها عام 1849 في بورتو، توقفت الملكة الأم ماريا تيريزا عن الظهور في الأماكن العامة.
على الرغم من أنها لم تشارك في السياسة أبدًا بصفتها ملكة، إلا أنها انخرطت في شؤون الدولة أثناء عهد ابنها، عندما حاولت حكومة كافور إدخال الإصلاحات ضد امتيازات الكنيسة في عام 1854، اتحدت مع كنتها للضغط على ابنها لمنع هذه الإصلاحات بحجة أن الإصلاح كان معادية للكنيسة، إلا أن جهودهما فشلت في النهاية.
توفيت في تورينو ودُفنت في بازيليكا سوبرغا، وأخيراً في 17 مارس 1861 أصبح ابنها ملك إيطاليا.

## الذرية
- فيتوريو إيمانويل ماريا ألبيرتو أوجينيو فرديناندو توماسو (14 مارس 1820 - 9 يناير 1878)؛ تزوج أديلايد النمساوية، لهم ذرية، سيصبح أول ملك لإيطاليا الموحدة.
- فرديناندو ماريا ألبرتو أميديو فيليبرتو فينسينزو (15 نوفمبر 1822 - 10 فبراير 1855)؛ أصبح دوق جنوة ، تزوج من الأميرة إليزابيث الساكسونية، لهم ذرية بما في ذلك الملكة مرغيريتا،
- ماريا كريستينا (4 يوليو 1826 - 25 يوليو 1827) ؛ مات في طفولته.